# Moyaux

Moyaux este o comună în departamentul Calvados, Franța. În 1 ianuarie 2022 avea o populație de 1.369 de locuitori.